# Hans-Hermann Hoppe
Hans-Hermann Hoppe (Peine, 2 de septiembre de 1949) es un filósofo político alemán paleolibertario y anarcocapitalista. Es profesor emérito de economía en la Universidad de Nevada en Las Vegas, miembro distinguido del Instituto Mises, antiguo editor del Journal of Libertarian Studies, y fundador de la Property and Freedom Society.
Hoppe se caracteriza por una filosofía de la ciencia aplicada a la economía donde afirma la necesidad de las categorías apriorísticas para la construcción de cualquier teoría científica, lo que le lleva a afirmar la superioridad de la metodología económica racionalista de la escuela austriaca, una ética —donde fundamenta apodícticamente la ética de no-agresión desde la teoría de la ética de la argumentación — a la economía aplicada — refutando el concepto de bienes públicos, pasando por la estrategia política y la apología al derecho privado como el único ético y económicamente eficiente.
Hoppe se identifica como un libertario culturalmente conservador. Ha expresado críticas hacia la democracia, afirmando que una monarquía preservaría la libertad individual de forma más eficaz. Las declaraciones e ideas de Hoppe sobre la raza y la homosexualidad han provocado repetidamente la controversia entre sus pares libertarios y sus colegas de la UNLV. Su creencia en el derecho de los propietarios a establecer comunidades libertarias que practiquen la discriminación racial, y su afirmación de que los homosexuales y los disidentes políticos tendrán que ser "expulsados físicamente" de estas comunidades si quieren sobrevivir, han resultado especialmente divisivas. Hoppe también suscita controversia por su apoyo a la aplicación gubernamental de las leyes de inmigración, lo que, según los críticos, está en contradicción con el libertarismo y con lo que describen como "anarquismo libertario".

## Carrera académica
Hans-Hermann Hoppe nació en Peine, Alemania Occidental y asistió a la Universidad del Sarre en Saarbrücken, a la Universidad Goethe en Fráncfort y a la Universidad de Míchigan, Ann Arbor, en las cuales estudió Filosofía, Sociología, Historia y Economía. Obtuvo su Doctorado en Filosofía en el año 1974 por la Universidad Goethe y su habilitación en Economía y Sociología en 1981 en la misma casa de estudios.
Enseñó en varias universidades en Alemania así como en la Universidad Johns Hopkins y el Centro Bolonia de Estudios Internacionales Avanzados en Bolonia, Italia. En 1986, se mudó de Alemania hacia los Estados Unidos, para estudiar con Murray Rothbard, de quien se convirtió en un colaborador cercano hasta la muerte de este en enero de 1995. Posteriormente prologó el libro de Rothbard, La ética de la libertad.
En la actualidad, Hoppe es profesor emérito de Economía en la Universidad de Nevada en Las Vegas, miembro distinguido del Instituto Ludwig von Mises, y, hasta diciembre de 2004, el editor del Journal of Libertarian Studies. Ha sido el autor de numerosos libros y artículos ampliamente discutidos. Hace uso de la ética de la argumentación para su defensa apriorística del derecho de auto-posesión y propiedad privada, la cual se basa en las teorías de ética del discurso de los filósofos alemanes Jürgen Habermas (supervisor doctoral de Hoppe) y Karl-Otto Apel. En 2006, Hoppe fundó la Property and Freedom Society.

## Teoría social

### Metodología de la economía
Hoppe inició sus indagaciones intelectuales en la década de 1980 en el campo de la filosofía de la ciencia aplicada a la economía —donde sostiene la necesidad de las categorías apriorísticas para la construcción de cualquier teoría científica, lo que le lleva a afirmar la superioridad de la metodología económica racionalista de la escuela austriaca. [cita requerida]Hans-Hermann Hoppe sostiene que el racionalismo kantiano que es la base de la praxeología de Ludwig von Mises aporta pocas pero más sólidas certezas a la ciencia económica que las metodologías de la llamada economía ortodoxa que, según Hoppe, por basarse en premisas empiristas-positivistas tarde o temprano derivarán en puntos de vista relativistas tanto en el campo de la economía normativa (política económica) como en el de la misma definición de conocimiento y economía positiva (descriptiva).

### Ética de la argumentación
La ética argumentativa es una teoría presentada en 1988. Hoppe afirma que su teoría demuestra que argumentar a favor de cualquier posición de ética política diferente del anarquismo libertario es lógicamente inconsistente. Describe su argumento como una estricta consecuencia lógica y libre de valores a partir de un fuerte razonamiento deductivo. Ha recibido especial atención por parte de los filósofos y analistas lógicos libertarios.
La ética argumentativa es un argumento praxeológico - a priori y libre de juicios de valor - para sustentar una ética libertaria deontológica. La ética argumentativa afirma que el principio de no agresión es un presupuesto de la argumentación por lo que no se puede negar racionalmente. El argumento se basa en el enfoque de la ética del discurso desarrollado por Jürgen Habermas y Karl-Otto Apel, la praxeología de Ludwig von Mises, y la filosofía política de Murray Rothbard.
Hoppe toma nota de que, dado que existe escasez, surgen conflictos sobre el uso de bienes rivales entre los agentes morales. Ocurrido el conflicto, los agentes pueden optar por resolverlos de manera no violenta mediante la participación en la argumentación. Por lo tanto el acto de la argumentación política presupone normas contingentes a la norma fundamental de la resolución no violenta de conflictos. Algunos ejemplos son "el lenguaje ha aceptado significados intersubjetivos", "las proposiciones argumentativas necesitan ser justificables como verdaderas", ext. A tales normas Hoppe denomina el apriori de la argumentación (APoA). La negación de estas normas presupuestas en el acto de la argumentación constituye una contradicción performativa, vaciando de cualquier significado al argumento. Tales normas fundamentales subyacen a cualquier justificación moral puesto que cualquier justificación moral debe tener lugar en un argumento, ya que incluso a negar esto implicaría el negador está involucrado en una discusión.
La defensa de Hoppe de los axiomas libertarios desde la ética de la argumentación también lo ha llevado a sostener un debate con David Friedman, Bob Murphy y Gene Callahan.

### Sociedad de ley privada
Siguiendo la tradición de Murray Rothbard, Hoppe utiliza la teoría económica austriaca para analizar el comportamiento de los gobiernos. Define a los gobiernos como “monopolistas territoriales de la jurisdicción y el cobro de impuestos” y asume que no es sino el interés personal de los funcionarios del gobierno la razón por la que éstos utilizarán sus privilegios monopólicos para maximizar su propio poder y riqueza. Hoppe mantiene que existe un alto nivel de correlación entre estas predicciones teóricas y los datos históricos.
Para Hoppe, un monopolio no necesariamente implica que una de las partes tenga una gran participación en el mercado, sino que este se da cuando existe una falta de libertad para entrar al negocio de producir un determinado bien o servicio. Bajo esta perspectiva, los monopolios no pueden surgir en un mercado libre, sino que siempre son el resultado de alguna política gubernamental. Los monopolios coercitivos son perjudiciales para los consumidores porque los precios tenderán a ser mayores y la calidad inferior a los que se encontrarían en un mercado completamente libre de coerción coordinada. Al igual que Rothbard, Hoppe ha conjeturado que, si los servicios que proporciona el gobierno pudieran ser proporcionados por un mercado libre, las aseguradoras privadas y las agencias de defensa proveerían una mejor protección y una mejor resolución de disputas que las que actualmente existen bajo el control monopólico del gobierno.
Entre otras cosas ha teorizado a favor de la secesión en pequeñas ciudades-Estado o microestados favorables a la libertad individual como paso intermedio a la privatización definitiva, es decir, la sociedad de ley privada, como Hoppe la llama, o anarcocapitalista. También ha establecido cuáles serían los criterios del derecho de obligaciones (contratos) en una sociedad de Derecho privado, especialmente en torno a las externalidades y seguros/indemnizaciones.

### Monarquías versus democracias
En su libro, titulado en español Monarquía, democracia y orden natural, Hoppe contrasta y compara a las monarquías dinásticas occidentales con las repúblicas democráticas. Para él, un monarca dinástico (rey) es como el “dueño” de un país, ya que la propiedad del territorio es pasada de generación en generación, en tanto que un presidente elegido democráticamente es como un “cuidador provisional” o un “arrendatario”. Tanto un rey como el presidente tienen un incentivo para explotar al país para su propio beneficio. Sin embargo, un rey también tiene un interés que funciona como contrapeso ya que le interesa mantener el valor capital del país en el largo plazo, en la misma manera en que el dueño de una casa tiene un interés en mantener su valor capital (a diferencia de un arrendatario). Al ser temporales, los funcionarios democráticamente elegidos tienen todos los incentivos para saquear la riqueza de los ciudadanos productivos tan pronto y rápido como les sea posible.
En junio de 2005, Hoppe dio una entrevista al periódico alemán Junge Freiheit, en la que calificó a la monarquía, aunque él no es monárquico, como un mal menos malo que la democracia, y se refirió a la democracia como la ley de la calle y dijo: “¡Libertad antes que democracia!”. En la misma entrevista, Hoppe también condenó la Revolución francesa y dijo que pertenecía a “la misma categoría de revoluciones viles como la Revolución Bolchevique o la Revolución Nazi” ya que había provocado “regicidio, igualitarismo, democracia, socialismo, odio por la religión, medidas terroristas, saqueos en masa, violaciones, homicidios, conscripción y una guerra ideológica y total”.

### Inmigración
Los puntos de vista de Hans-Hermann Hoppe sobre la inmigración han sido controvertidos en especial dentro de la esfera libertaria, ya que ésta tradicionalmente defiende la libertad de circulación como un componente de la libertad civil y la libertad económica. Hoppe ha replicado a las opiniones de sus opositores, en especial a los libertarios de izquierda, al comentar en su libro Natural Order, the State, and the Immigration Problem (véase nota 23):

Otro motivo para el entusiasmo por las fronteras abiertas entre los libertarios de izquierda contemporáneos es su igualitarismo. Lo que los trajo al libertarismo cuando jóvenes fueron las ideas de “antiautoritarismo” y la aparente “tolerancia”, en particular hacia los estilos de vida “alternativos” (no burgueses). Sin embargo, han quedado estancados en esa fase de desarrollo mental una vez alcanzada la edad adulta. Expresan una “sensibilidad” especial por cualquier tipo de discriminación y no dudan en usar el poder del estado para imponer estatutos antidiscriminatorios o de “derechos civiles” sobre la sociedad. Por consiguiente, al prohibir a otros propietarios a que discriminen según crean conveniente, los libertarios de izquierda están viviendo a costa de los demás. Se dan el gusto de llevar su estilo de vida “alternativo” sin tener que pagar el precio normal de tal conducta, a saber, discriminación y exclusión. Para legitimar tales acciones, insisten en todos los estilos de vida son igualmente aceptables. Lo anterior lleva primero al multiculturalismo, luego al relativismo cultural y por último, a las “fronteras abiertas”.

Esta crítica de Hoppe se basa en el derecho a la propiedad privada, en el que los legítimos propietarios de las tierras tienen el derecho a excluir de sus propiedades a quien crean conveniente, ejerciendo su libertad en su propiedad privada. Queda claro, pues, que Hoppe, como muchos otros libertarios, entiende que sólo puede existir libertad si hay propiedad privada para llevarla a cabo.
Los críticos de las posturas de Hoppe sobre inmigración incluyen a Donald Bourdeaux, presidente de la Facultad de Economía de la Universidad George Mason, quien tituló uno de sus escritos “Hoppe-ing mad”. Bourdeaux dice: “Uno de los argumentos más extraños y enredados con los que me he topado, es la postura de supuesto libre mercado con la que Hans-Hermann Hoppe justifica las restricciones a la inmigración”. Otros críticos incluyen a Walter Block, quien escribió una pieza de mayor erudición sobre las posturas de Hoppe para el Journal of Libertarian Studies.

### Otros debates dentro de la escuela austriaca
Hoppe ha defendido una interpretación alternativa a la del marxismo en lo que respecta a la lucha de clases, considerando a esta última compatible con las premisas de la escuela austriaca de economía y el libertarismo, pero sobre la base de la teoría de la formación de capital de Eugen Böhm-Bawerk.
En uno de sus encuentros en la P.F.S., titulado "El mito de Hayek", el profesor ha hecho referencia a las numerosas contradicciones y ambigüedades características del pensamiento del Premio Nobel de Economía, Friedrich Hayek.

## Controversia académica
La teoría austriaca incluye el concepto de preferencia temporal, o el grado en el que una persona prefiere consumir en el presente en lugar de ahorrar para el futuro. Durante una lectura en su curso "Dinero y bancos", Hoppe planteó la hipótesis de que, debido a que por lo general no tienen hijos, los niños, los ancianos y los homosexuales tienden a enfocarse menos en los ahorros para el futuro. Uno de los estudiantes de Hoppe consideró dicho comentario como peyorativo y como una opinión y no un hecho. Según el Chronicle of Higher Education:

En una de sus pláticas, el señor Hoppe dijo que ciertos grupos de personas –que incluían niños pequeños, gente muy 
anciana y los homosexuales—prefieren el consumo actual a la inversión a largo plazo. Debido a que por lo general los homosexuales no tienen hijos, el señor Hoppe dijo, tienen una necesidad menor de mirar por el futuro. (En una plática reciente en el Instituto Ludwig von Mises, que el señor Hoppe dice que fue similar a la plática que dio en su salón de clases,  declaró: “Los homosexuales tienen preferencias temporales más altas, porque la vida termina cuando mueren”.) [El estudiante], el señor Knight consideró ese comentario como injustificado y lamentable, y de inmediato presentó una queja con las autoridades de la universidad. En una entrevista telefónica, el señor Knight dijo: “Sencillamente estaba escandalizado y consternado. Me dije a mí mismo: “¿De dónde demonios está sacando esa información?” Estaba sorprendido y fue por eso que decidí alertar a las autoridades de la universidad sobre lo que se había dicho."

Los comentarios de Hoppe desencadenaron una investigación que culminó en una carta “no disciplinaria” emitida el 9 de febrero de 2005 y que le ordenaba “dejar de considerar opiniones como si fueran hechos objetivos”. La Unión Americana por las Libertades Civiles (ACLU) aceptó representar a Hoppe y este fue defendido en una editorial del The Rebel Yell, el periódico estudiantil de la Universidad de Nevada. Carol Harter, presidente de la universidad, dijo en una carta del 18 de febrero de 2005 que: "La UNLV, de acuerdo con las políticas adoptadas por la Junta de Regentes, infiere que la libertad otorgada al Profesor Hoppe y a todos los miembros de la comunidad académica conlleva una gran responsabilidad académica. En el balance entre libertades y responsabilidades, y donde hubiere ambigüedades entre ambas, la libertad académica debe, al final de cuentas, prevalecer". La carta “no disciplinaria” fue retirada de su archivo. La petición de Hoppe de permiso para un año pagado (sabático) y una carta de disculpas le fue negada.

## Libros
- Handeln und Erkennen (Bern 1976)
- Kritik der kausalwissenschaftlichen Sozialforschung (Westdeutscher Verlag 1983) ISBN 3-531-11624-X.
- Eigentum, Anarchie und Staat, (Westdeutscher Verlag 1987)
- Praxeology and Economic Science (Ludwig von Mises Institute, 1988) (no ISBN)
- A Theory of Socialism and Capitalism (Kluwer Academic Publishers 1989) ISBN 0-89838-279-3. Full Text in PDF format
- Economic Science and the Austrian Method (Ludwig von Mises Institute, 1995) ISBN 0-945466-20-X. Full Text in PDF format
- Democracy: The God That Failed (Transaction Publishers, 2001) Paperback (in English) ISBN 0-7658-0868-4.
- The Economics and Ethics of Private Property (2nd edition, Ludwig von Mises Institute, 2006) ISBN 0-945466-40-4
- Editor: The Myth of National Defense. Essays on the Theory and History of Security Production. Ludwig von Mises Institute. October 2003. ISBN 0-945466-37-4. Full Text in PDF format With writings by L.M. Bassani, C. Lottieri, M.N. Rothbard, E. von Kuehnelt-Leddihn, B. Lemennicier, G. Radnitsky, J.R. Stromberg, L.J. Sechrest, J.R. Hummel, W. Block, and J.G. Hulsmann.